# Expedice 62
Expedice 62 byla dvaašedesátou expedicí na Mezinárodní vesmírné stanici (ISS). Byla šestičlenná, tři členové přešli z Expedice 61, zbývající trojice na ISS přiletěla v Sojuzu MS-16 9. dubna. Začala 6. února 2020, skončila s odletem Sojuzu MS-15 17. dubna téhož roku.
Sojuz MS-15 a Sojuz MS-16 expedici sloužily jako záchranné lodě. 

## Posádka
| Posádka         |                                  |
| --------------- | -------------------------------- |
| Velitel         | Oleg Skripočka (3), Roskosmos    |
| Palubní inženýr | Jessica Meirová (1), NASA        |
| Palubní inženýr | Andrew Morgan (1), NASA          |
| Palubní inženýr | Anatolij Ivanišin (3), Roskosmos |
| Palubní inženýr | Ivan Vagner (1), Roskosmos       |
| Palubní inženýr | Christopher Cassidy (3), NASA    |

V závorkách je uveden dosavadní počet letů do vesmíru včetně této mise.
19. února agentura Roskosmos oznámila změnu sestavy hlavní posádky Sojuzu MS-16. Původní ruská posádka Nikolaj Tichonov a Andrej Babkin musela být ze zdravotních důvodů nahrazena záložní dvojici Anatolij Ivanišin a Ivan Vagner. Americký astronaut Christopher Cassidy nadále zůstává členem posádky Sojuzu MS-16.